# Ca la Rosa (Castellterçol)
Ca la Rosa és una masia del terme municipal de Castellterçol, al Moianès.
Està situada en el sector occidental del terme, a ponent de la Sala de Sant Llogari i de Sant Llogari de Castellet, al centre de la vall. És al nord de Vilanova i quasi dos-cents metres al nord-oest de Cal Sec. Es troba a la dreta del torrent de Vilanova i també a la dreta del Xaragall del Pedrós, a migdia de l'extrem meridional del Serrat de Pujalt.
S'hi accedeix pel Camí de Ca la Rosa, que des del Collet de Sant Fruitós s'adreça cap a ponent, passa per la Codina i segueix la vall del torrent de la Codina pel vessant dret, septentrional, deixa al sud les ruïnes de Cal Baldiri, després de les quals trenca cap al nord per anar a buscar la vall del Xaragall del Pedrós; aigües amunt d'aquest curs d'aigua, el travessa i s'enfila cap a la carena del nord-oest, on hi ha primer la masia de Cal Sec i tot seguit la de Ca la Rosa.